# Marie Joseph Peyre
Marie  Joseph Peyre (ur. 1730 w Paryżu, zm. 11 sierpnia 1785 w Choisy-le-Roi) – francuski architekt tworzący w stylu Ludwika XVI; dzięki uzyskanemu w 1751 r. Prix de Rome w latach 1753-1757 przebywał w Rzymie kontynuując studia; od 1767 r. był członkiem Académie Royale d'Architecture; jeszcze w 1765 r. opublikował pracę Œvres d'Architecture, w której postulował ścisłe naśladownictwo dzieł architektury greckiej i rzymskiej. Był bratem architekta Antoine'a François Peyre'a i ojcem Antoine'a Peyre'a.
Ważniejsze realizacje:
- dawny Théâtre Français w Paryżu, ob. Odeon, razem z Ch. de Wailly (1779-1782).